# اردک سرسیاه

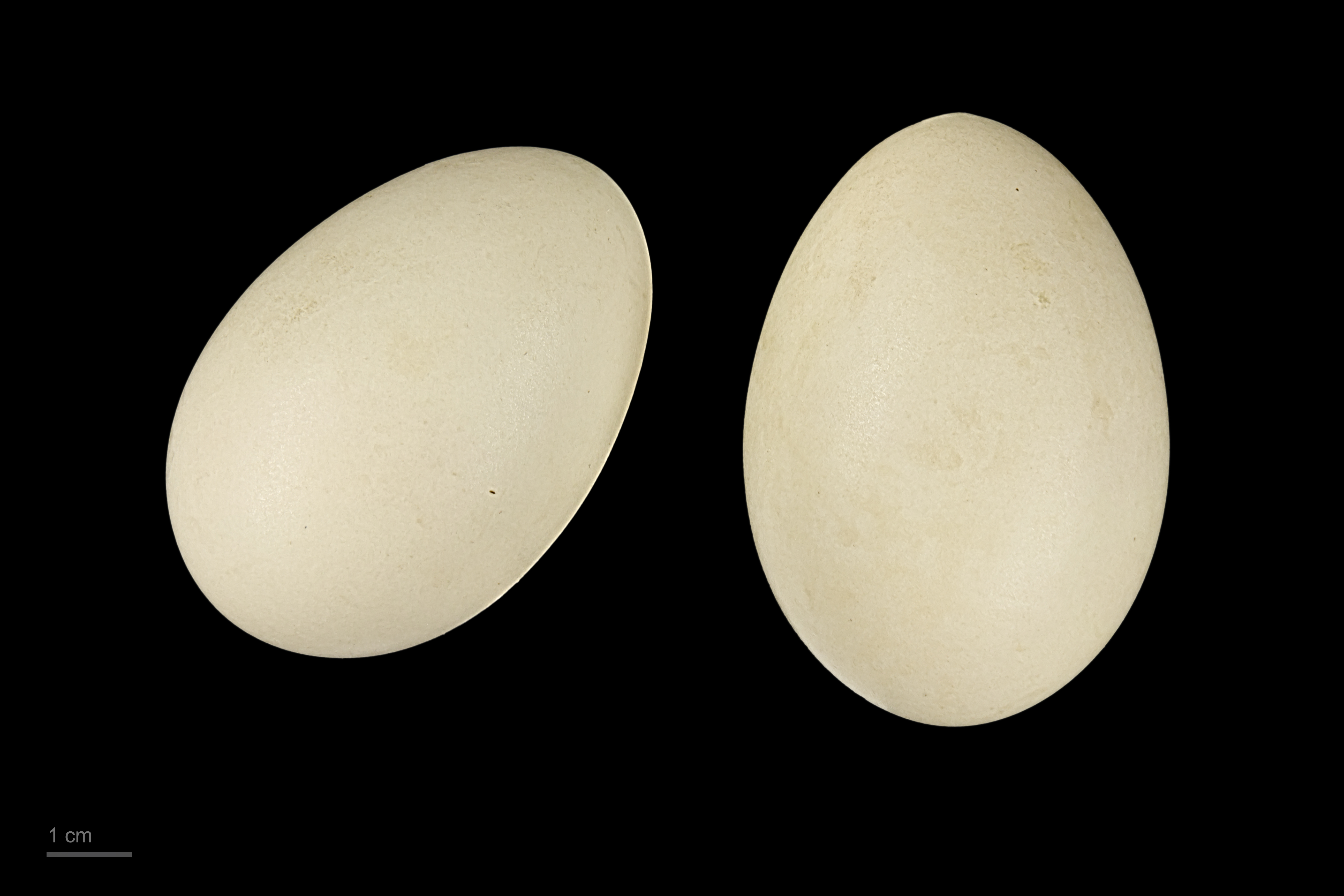
Aythya marila

اردک سرسیاه (نام علمی: Aythya marila) از اردک‌های غواص (از تیرهٔ مرغابیان) است.
اردک سرسیاه نر دارای سر سیاه رنگ است که همه گردن و جلوی سینه را نیز گرفته و پرهای پشت آن‌ها خاکستری رنگ است. مرغابی ماده در جلوی سر یک قسمت سفید رنگ دارد و بقیه سر و گردن ارغوانیست. حداکثر ۱۲ تخم سبزرنگ می‌گذارد. نوک پهن و ملاقه‌ای آن‌ها به رنگ خاکستری می‌باشد. پرهای قسمت شکم و پهلوها سفید رنگ است.
این اردک، غواص بسیار ماهریست. از گیاهان و جانوران ریز آبزی تغذیه می‌نماید. موطن اصلی آن‌ها شمال اروپاست و میدان مهاجرتشان ایران، ژاپن، کره و هند و شمال آمریکاست و در مجموع زندگی در کنار آب شور را به آب شیرین ترجیح می‌دهد.